# Прапор Нової Каховки
Прапор Нової Каховки затверджений 12 жовтня 2010 року рішенням Новокаховської міської ради.
Автор зображення прапора — Ракіцький Максим Васильович (м. Вижниця, Чернівецька область) — переможець конкурсу на створення проєкту зображення прапора міста Нова Каховка.

## Значення символіки
Прапор являє собою прямокутне полотнище зі співвідношенням ширини до довжини 2:3. Дві рівновеликі горизонтальні смуги, жовта та блакитна, розділені хвилястою лінією. По центру полотнища розташовано офіційний герб міста ( прим: який за кольорами символізує прапор УРСР та включає Червоноармійський шолом (будьонівка) прим: з-за чого прапор вступає в протиріччя з українськими законами про декомунізацію) Верхня смуга прапору має жовтий колір. Бувши одним із кольорів державного українського прапора, він символізує собою золоте жито українських ланів. А також він нагадує про найбільшу у Європі пустелю — Олешківські піски, де виросло місто.

Нижня блакитна смуга прапора символізує річку Дніпро, силу хвиль якої стримує величне надбання новокаховчан — гідроелектростанція. Це основа заснування міста. Також цей колір символізує струмки, які нібито обіймають місто. Свого часу саме вони дали назву селу Ключове, на місці якого у середині двадцятого сторіччя і було побудоване місто.

Білі промені у нижній частині прапора перераховують одинадцять населених пунктів, які розташовані на території Новокаховської міської ради та символізують собою промені світла, невинності та чистоти помислів жителів. Ці промені омиваються водами річки Дніпра і надають віру у справдження світлих мрій, дарують надію на щасливе майбутнє.